# Lancia Augusta
Lancia Augusta – samochód osobowy produkowany przez włoską firmę Lancia w latach 1933–1936. Dostępny jako 4-drzwiowy saloon oraz 2-drzwiowy kabriolet. W Auguście zastosowano silnik V4 o pojemności 1,2 litra. Moc przenoszona była na koła tylne poprzez 4-biegową manualną skrzynię biegów. Następcą został model Ardea.

## Dane techniczne

### Silnik
- V4 1,2 l (1196 cm³), 2 zawory na cylinder
- Średnica × skok tłoka: 69,85 mm × 78,00 mm
- Stopień sprężania: 5,4:1
- Moc maksymalna: 35,5 KM (26,1 kW) przy 4000 obr./min